# Peter Paige
Peter Paige (20 de juny de 1969, West Hartford, Connecticut) és actor, director i guionista. El seu debut com a director i escriptor va ser a la pel·lícula Say Uncle.

## Biografia
Paige es va graduar com a 'summa cum laude a la Universitat de Boston, a l'Escola de Teatre amb una llicenciatura de Belles Arts.
Més conegut pel seu paper d'Emmet Honneycutt a l'exitosa sèrie Queer as Folk. Altres treballs a la televisió inclouen Will & Grace, Time of your live, Girlfriends, Caroline in the city, American Dad!, Related, Grey's Anatomy, i Whitout a Trace.
La seua primera audició a Los Angeles li va valer aparèixer com a artista convidat a Suddenly Susan.
Paige va passar l'estiu del 2004 protagonitzant en la seva funció debut com a director, Say uncle, juntament amb Kathy Najimy, Anthony Clark, Melanie Lynskey, Lisa Edelstein, i Gabrielle Union.
Altres crèdits inclouen la pel·lícula Don McKellar's Childstar amb Jennifer Jason Leigh i Dave Foley, de Showtime de Our America (que es va estrenar al Festival de Cinema de Sundance el 2002), indie pop, i el curt guardonat The four of us and the Sooting.
També en la seua etapa teatral ha aparegut per tots els teatres més importants. Ha tocat tots els gèneres, des dels grecs, shakespeare, a treballs contemporanis.
El 2019, Paige va escriure i dirigir la pel·lícula de televisió The Thing About Harry, que es va estrenar a Freeform el 2020. El 2020, Paige va fer una aparició com a convidat a Station 19 (un spin-off de Grey's Anatomy).

## Treballs

### Cinema
- Leaving Barstow --- Director Peter Paige
- Ping Pong Playa --- Director Jessica Yu
- Say Uncle --- Productor/Director/Guionista Peter Paige
- Childstar --- Director Don McKellar
- Our America time --- Director Ernest Dickerson
- Joyriders --- Director Brad Battersby
- Pop --- Director Brian Johnson
- The Shooting --- Director Kaile Shilling
- The Pitch --- Director Randy Balis
- Endocrine Secrets --- Director Rob Spruill/Richard Mo
- On A Mission --- Director Scott Barnard

### Televisió
- Related
- Queer as Folk - Un dels protagonistes de la sèrie
- Girlfriends - estrella convidada
- Will & Grace - Guest Star (on episode "Whose Mom Is It Anyway?") Es & Grace - estrella convidada (l'episodi "Per a qui és mare de totes maneres?")
- Movie Stars - estrella convidada
- Veronica's Closet - estrella convidada
- Time of Your Life - estrella convidada
- MTV's Undressed - estrella convidada
- Caroline in the City - a casa d'Estrella
- Suddenly Susan - estrella convidada
- Nowhere Man - estrella convidada
- American Dad! - diverses veus
- Grey's Anatomy - estrella convidada
- Rick & Steve: The Happiest Gay Couple In All The World - Series Star Rick & Steve: la parella gai més feliç a tot el món - sèrie estrella
- Without A Trace - estrella convidada

## Etapa Broadway (crèdits parcials)
- High Concepts (amb Robert Sean Leonard) --- Malaparte --- John Ruocco
- Somebody --- Playwrights Horizon --- Yana Landowne
- Eastern Standard --- Equator --- Easley
- Landscape Of The Body --- Judith Anderson --- Lisa Goldsmith
- Tartuffe --- Biggs/Rosatti --- Alison Laslett

## Etapa-Regional
- The History Boys --- The Ahmanson Theatre --- Tom Irwin
- Eden Lane (estrena mundial) --- La Jolla Playhouse --- Des McAnuff
- A Midsummer Night's Dream --- Portland Center Stage --- Elizabeth Huddle
- Pantophobia --- HBO Workspace --- Luke Yankee
- Twisted --- The Lex --- Jesse Carmichael
- The Rivals --- Portland Center Stage --- Elizabeth Huddle
- Blue Window --- Edinburgh Theatre Festival --- Richard Seer/Eve Muson
- Secret Agents (estrena) --- Artemis Productions --- Beth Harper
- You're A Good Man, Charlie Brown --- Charles Playhouse --- John Ruocco
- Twelfth Night --- Huntington Theatre --- Robert Morgan